# Jacques Cartier

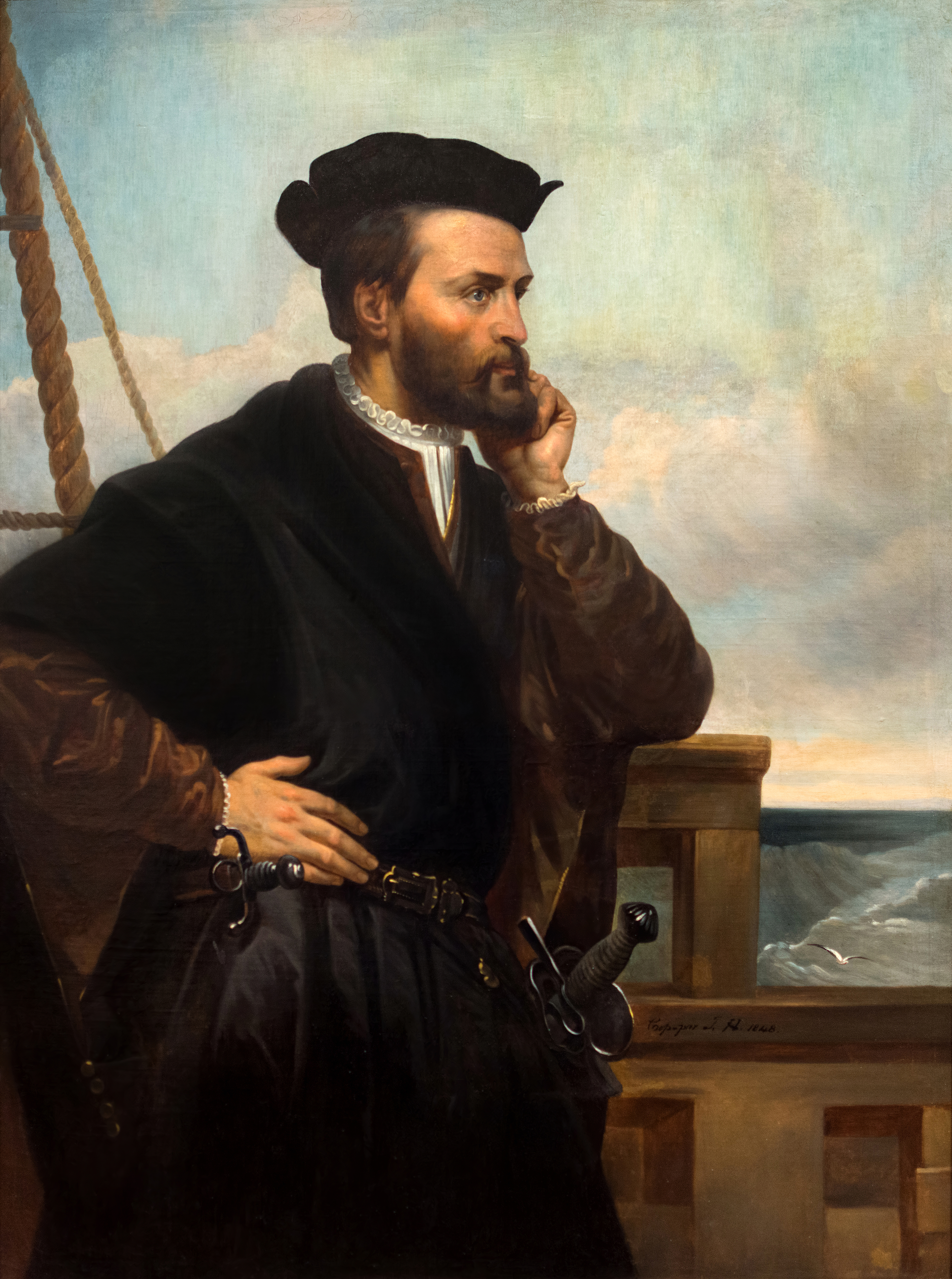
Idealporträt des Jacques Cartier, gemalt von Théophile Hamel (1817–1870), Öl auf Leinwand, ca. 1844, basierend auf einem nicht erhaltenen Gemälde von 1839 von François Riss. Es gibt keine zeitgenössischen Porträts Cartiers.

Jacques Cartier (* 31. Dezember 1491 in Rothéneuf bei Saint-Malo, Bretagne; † 1. September 1557 ebenda) war ein französischer Entdecker und Seefahrer.

## Jugend
Über seine Jugend ist nicht viel bekannt, außer dass er wohl sehr früh mit der Seefahrt in Kontakt kam. Es wird stark angenommen, dass er der einzige Sohn von Jamet Cartier und Jesseline Jansart war. 1520 heiratete er Catherine, die Tochter von Jacques des Granches und Françoise du Mast. Diese Verbindung verbesserte sein Ansehen und seine soziale Stellung deutlich. Offensichtlich gab es keine überlebenden Nachkommen. Seine Kenntnisse zur See wurden wohl so weit geschätzt, dass ihm die Administration seiner Stadt übertragen wurde.

## Entdeckungsreisen

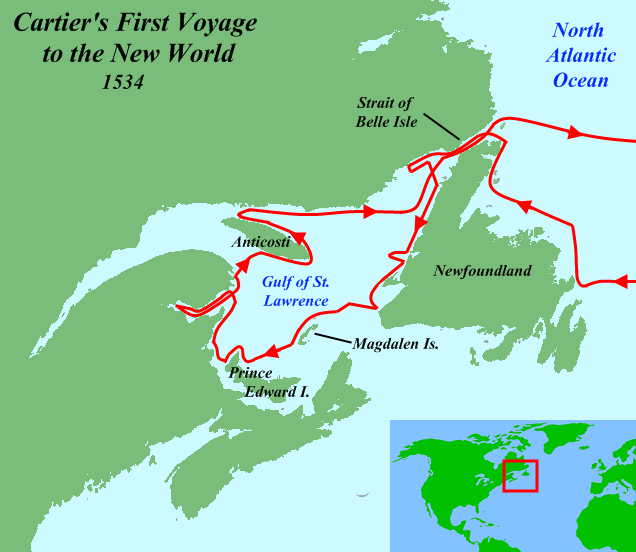
Während der ersten Reise erkundete Cartier den Sankt-Lorenz-Golf.

Von König Franz I. erhielt Cartier den Oberbefehl über zwei Schiffe, die am 20. April 1534 Saint-Malo verließen, um eine Westpassage nach Fernost zu finden. Die Überfahrt über den Atlantik dauerte 20 Tage; um den 10. Mai herum passierte er die Nordküste von Neufundland, segelte durch die Belle-Isle-Straße und gelangte am 6. Juli in die Baie des Chaleurs. Hier kam es zum ersten Kontakt mit den Ureinwohnern Amerikas vom Algonkin-Volk der Mi’kmaq. Dieses ist heute als historisches Ereignis in der Liste der National Historic Event/Événements d’importance historique nationale aufgenommen. Bevor Cartier im September 1534 zurück nach Frankreich segelte, gründete er auf der Halbinsel Gaspésie noch die heutige Stadt Gaspé. Anschließend segelte er den Sankt-Lorenz-Golf wieder hinab und umsegelte dann fast ganz Neufundland. Die erhoffte Durchfahrt nach Fernost konnte er nicht ausfindig machen, war jedoch fest davon überzeugt, diese zu einem späteren Zeitpunkt finden zu können. Außerdem brachte Cartier zwei Eingeborene mit nach Frankreich, von denen er sich erhoffte, dass sie ihm bei der Suche der Westpassage behilflich sein könnten.

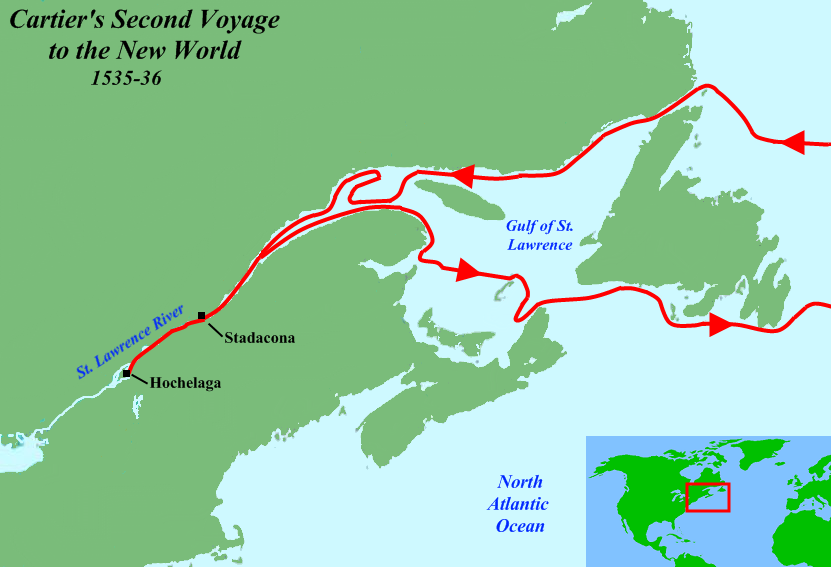
Bei seiner zweiten Reise fuhr er weit den Sankt-Lorenz-Strom hinauf.

Am 19. Mai 1535 brach Cartier mit 110 Mann und den beiden Eingeborenen zur zweiten Reise auf. Er erreichte und untersuchte den Sankt-Lorenz-Strom und kam am 2. Oktober im stark befestigten Irokesen-Dorf Hochelaga an. Der Berg über dem Dorf wurde Mont Royal („königlicher Berg“) genannt und gab der heutigen Stadt Montreal ihren Namen. Im November 1535 entschied sich Cartier, den Winter in der Gegend zu verbringen, wohl auch, weil eine Rückfahrt wegen der zugefrorenen Gewässer nicht mehr möglich war. Die Mannschaft litt an Skorbut, seinerzeit eine unbekannte Krankheit, deren Ursache man nicht nachvollziehen konnte. Glücklicherweise erkannten die Ureinwohner von Neufundland die Anzeichen der Krankheit und retteten mit einem Sud aus Fichtennadeln, die viel Vitamin C enthalten, vielen Männern der Besatzung das Leben. Trotzdem blieb die Krankheit an Bord aufgrund der einseitigen Ernährung ein Problem. Er kehrte 1536 nach Europa zurück; 85 der 110 Mann Besatzung hatten überlebt.
1540 erhielt der Seefahrer und Freibeuter Jean-François de La Rocque de Roberval die Erlaubnis, auf seine eigenen und des Königs Kosten eine Niederlassung in Kanada zu gründen. Cartier wurde zu diesem Zwecke mit drei Schiffen ausgesandt. In der Nähe der heutigen Stadt Québec beim Dorf Stadacona baute er das Fort Charlesbourg-Royal, untersuchte den Strom und überwinterte erneut. Im Juni 1542 kehrte Cartier nach Europa zurück. 1544 erhielt er den Auftrag, de Roberval und seine Leute nach Frankreich zurückzubringen.
Die systematische Erkundung und Kolonialisierung der Gebiete im Osten Kanadas begann erst 1603 durch Samuel de Champlain, den Gründer Neufrankreichs.

## Ehrungen
Am 19. Juli 2011 ehrte die kanadische Regierung, vertreten durch den für das Historic Sites and Monuments Board of Canada zuständigen Minister, Cartier und erklärte ihn zu einer „Person von nationaler historischer Bedeutung“.
Nach Cartier ist unter anderem eine Straße in Montreal benannt, die Rue Cartier, und der höchste Berg im Süden der Provinz Québec, der Mont Jacques-Cartier. 1984 wurde in Erinnerung an das 450-jährige Jubiläum der ersten Fahrt Cartiers die erste Ausgabe der Hochsee-Regatta Transat Québec Saint-Malo veranstaltet, die von Québec zu Cartiers Geburtsort führt.